# Giovanni Aleotti
Giovanni Aleotti, né le 25 mai 1999 à Mirandola, est un coureur cycliste italien. Il est membre de l'équipe Bora-Hansgrohe.

## Biographie
Giovanni Aleotti participe à ses premières courses cyclistes à 7 ans (G2) avec l'équipe Stella Alpina Renazzo.
Il passe professionnel à partir de 2021 au sein de l'équipe World Tour Bora-Hansgrohe, qui l'engage pour trois ans.
Devant initialement commencer sa saison 2022 à la fin du mois de janvier au Challenge de Majorque, sa reprise est retardée en raison d'un test positif au SARS-CoV-2.
Une nouvelle infection au SARS-CoV-2 empêche Aleotti de prendre le départ de la septième étape du Tour d'Italie 2023.

## Palmarès

### Palmarès amateur
- 2016
  - 2e du championnat d'Italie de poursuite par équipes juniors
  - 3e du championnat d'Italie du contre-la-montre par équipes juniors
- 2017
  - Champion d'Émilie-Romagne sur route juniors[5]
  - Vittorio Veneto-Cansiglio
  - 3e du Trofeo Guido Dorigo
- 2018
  - Vicence-Bionde
  - 2e du Gran Premio Ezio Del Rosso
  - 3e du Trofeo Montelupo
- 2019
  - Challenge Ciclismoweb
  - Trophée Edil C
  - Diexer Bergrennen
  - Coppa Città di San Daniele
  - 2e du Giro del Belvedere
  - 2e du Mémorial Cappellini Toscano
  - 2e de la Carpathian Couriers Race
  - 2e du championnat d’Italie du contre-la-montre espoirs
  - 2e du Grand Prix de Poggiana
  - 2e du Tour de l'Avenir
  - 2e du Gran Premio Ezio Del Rosso
  - 3e du Trofeo Piva
  - 3e du Gran Premio Palio del Recioto
- 2020
  -  Champion d'Italie sur route espoirs
  -  Champion d'Italie du contre-la-montre par équipes espoirs

### Palmarès professionnel
- 2021
  - Sibiu Cycling Tour :
    - Classement général
    - 1re étape

  - 2e du Circuit de Getxo
  - 3e de la Semaine cycliste italienne
- 2022
  - Sibiu Cycling Tour :
    - Classement général
    - 2e et 3ea (contre-la-montre) étapes

  - 7e du Grand Prix cycliste de Montréal
- 2024
  - Tour de Slovénie : 
    - Classement général
    - 3e étape

  - 6e du Tour du Guangxi

### Résultats sur les grands tours

#### Tour d'Italie
5 participations
- 2021 : 80e
- 2022 : 72e
- 2023 : non-partant (7e étape)
- 2024 : 24e
- 2025 : 59e

#### Tour d'Espagne
1 participation 
- 2024 : 38e

### Classements mondiaux
| Année                                 | 2018  | 2019 | 2020 | 2021 | 2022 | 2023 | 2024 |
| ------------------------------------- | ----- | ---- | ---- | ---- | ---- | ---- | ---- |
| Classement mondial                    | 2438e | 273e | 494e | 139e | 214e | 331e | 184e |
| UCI Europe Tour                       | 1631e | 221e | 405e | 118e | 175e | nc   | nc   |
|                                       |       |      |      |      |      |      |      |
| Légende : nc = non classéSource : UCI |       |      |      |      |      |      |      |

## Distinctions
- Oscar TuttoBici des espoirs : 2019 et 2020